# Mikael Hvinlund
Mikael Hvinlund, född 1962 i Haparanda, är en svensk journalist.
Hvinlund är sedan den 1 december 2016 kommunikationsdirektör på Arbetsförmedlingen. Innan dess var han kommunikationsdirektör vid Migrationsverket under perioden 1 oktober 2014 till 30 november 2016. 
Hvinlund är sedan 2015 av regeringen utsedd ledamot i Energimarknadsinspektionens (Ei) insynsråd. 
Hvinlund var 2010-2014 administrativ redaktionschef och stf ansvarig utgivare  på SVT Riksnyheterna Sveriges Television  (svt.se/nyheter, Rapport, Aktuellt, Gomorron Sverige). Mikael Hvinlund var tidigare produktionschef för nyhetsdivisionen vid SVT och mellan åren 2003-2005 chef för SVT Malmö.
Hvinlund har också varit redaktör och evenemangsansvarig på SVT Sport 1989-2000. Innan dess var han reporter, redaktör och programledare för Nordnytt vid SVT Luleå.